# Dominique Bousquet
Pour les articles homonymes, voir Bousquet.
Dominique Bousquet, né le 23 septembre 1953 à Brive-la-Gaillarde (Corrèze), est un homme politique français.
Vétérinaire de profession, il est adhérent de l'Union pour un mouvement populaire après avoir été membre du Rassemblement pour la République et président du groupe « Union des Démocrates de la Dordogne » au conseil général puis au conseil départemental de la Dordogne. Il est le président de la fédération départementale des Républicains.

## Biographie
Lors des élections législatives de 1993, il est élu dans la quatrième circonscription de la Dordogne comme suppléant de Jean-Jacques de Peretti, ministre de l'Outre-mer. À la suite de la nomination de ce dernier au gouvernement, il devient député le 19 juin 1995 pour le reste de la Xe législature.
Il est à nouveau candidat comme suppléant de Jean-Jacques de Peretti lors des élections législatives de 1997, mais c'est le candidat socialiste Germinal Peiro qui est élu. Dominique Bousquet se présente en vain contre lui lors des élections législatives de 2002 et de 2007.
En mars 2015, il est élu conseiller départemental du canton du Haut-Périgord Noir en tandem avec Francine Bourra.

### Vie privée
Il est marié à Christine Brachet, il a trois enfants, Paul, Louis et Philippe et trois petits enfants Constance , Jeanne et Armand .

## Mandats
Président d'intercommunalité
- depuis 2014 : président de la communauté de communes Terrassonnais Haut Périgord Noir.

Député
- 19 juin 1995 - 21 avril 1997 : député de la quatrième circonscription de la Dordogne[3].

Conseiller régional
- 1992 - 1998 : membre du conseil régional d'Aquitaine, élu dans le département de la Dordogne.

Conseiller général
- 1982 - 2015 : membre du conseil général de la Dordogne, élu dans le canton de Thenon. Président depuis 2002 du groupe de l'Union des démocrates de la Dordogne (UDD).

Conseiller départemental
- Élu en mars 2015 avec Francine Bourra sur le canton du Haut-Périgord Noir ; membre du conseil départemental de la Dordogne.

Conseiller municipal / Maire
- mars 1983 - mai 2020 : maire de Thenon.
- mai 2020 :  conseiller municipal de Terrasson-Lavilledieu.